# Elbekay Bouchiba
Elbekay Bouchiba (né le 1er novembre 1978 à Weert aux Pays-Bas) est un footballeur néerlando-marocain. Il a évolué au poste de milieu droit. Il possède la double nationalité marocaine et néerlandaise.

## Biographie
Elbekay Bouchiba joue aux Pays-Bas, au Qatar et au Canada.
Il dispute plus de 100 matchs en première division néerlandaise.